# Reggie Theus
Reginald Wayne Theus, detto Reggie (Inglewood, 13 ottobre 1957), è un ex cestista e allenatore di pallacanestro statunitense.

## Carriera
È stato selezionato dai Chicago Bulls al primo giro del Draft NBA 1978 (9ª scelta assoluta).
Nella stagione 1992-93 ha giocato in Italia nella Pallacanestro Varese, sponsorizzata Ranger, ed è l'ex allenatore dei Sacramento Kings, squadra NBA.

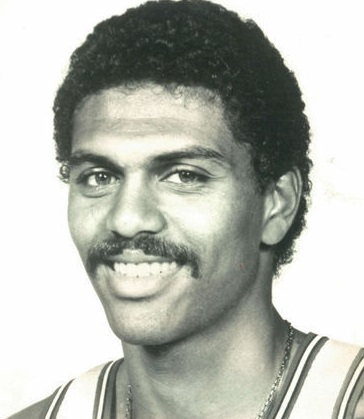
Reggie Theus nel 1979

## Statistiche

### NBA

#### Regular Season
| Anno      | Squadra          | PG    | PT  | MP   | TC%  | 3P%  | TL%  | RP  | AP  | PRP | SP  | PP   |
| --------- | ---------------- | ----- | --- | ---- | ---- | ---- | ---- | --- | --- | --- | --- | ---- |
| 1978-1979 | Chicago Bulls    | 82    | -   | 33,6 | 48,0 | -    | 76,1 | 2,8 | 5,2 | 1,1 | 0,2 | 16,3 |
| 1979-1980 | Chicago Bulls    | 82    | 82  | 36,9 | 48,3 | 26,7 | 83,8 | 4,0 | 6,3 | 1,4 | 0,2 | 20,2 |
| 1980-1981 | Chicago Bulls    | 82    | 82  | 34,4 | 49,5 | 20,0 | 80,9 | 3,5 | 5,2 | 1,5 | 0,2 | 18,9 |
| 1981-1982 | Chicago Bulls    | 82    | 82  | 34,6 | 46,9 | 25,0 | 80,8 | 3,8 | 5,8 | 1,1 | 0,2 | 18,4 |
| 1982-1983 | Chicago Bulls    | 82    | 81  | 34,8 | 47,8 | 23,1 | 80,1 | 3,7 | 5,9 | 1,7 | 0,2 | 23,8 |
| 1983-1984 | Chicago Bulls    | 31    | 5   | 19,4 | 38,8 | 20,0 | 77,8 | 1,5 | 4,6 | 0,7 | 0,1 | 8,7  |
| 1983-1984 | K.C. Kings       | 30    | 30  | 29,9 | 43,8 | 14,8 | 75,1 | 2,8 | 7,0 | 1,0 | 0,3 | 15,8 |
| 1984-1985 | K.C. Kings       | 82    | 80  | 31,0 | 48,7 | 13,2 | 86,3 | 3,3 | 8,0 | 1,2 | 0,2 | 16,4 |
| 1985-1986 | Sacramento Kings | 82    | 82  | 35,6 | 48,0 | 17,1 | 82,7 | 3,7 | 9,6 | 1,4 | 0,2 | 18,3 |
| 1986-1987 | Sacramento Kings | 79    | 76  | 36,4 | 47,2 | 21,8 | 86,7 | 3,4 | 8,8 | 1,0 | 0,2 | 20,3 |
| 1987-1988 | Sacramento Kings | 73    | 73  | 36,3 | 47,0 | 27,1 | 83,1 | 3,2 | 6,3 | 0,8 | 0,2 | 21,6 |
| 1988-1989 | Atlanta Hawks    | 82    | 82  | 30,7 | 46,6 | 29,3 | 85,1 | 3,0 | 4,7 | 1,3 | 0,2 | 15,8 |
| 1989-1990 | Orlando Magic    | 76    | 71  | 30,9 | 43,9 | 24,8 | 85,3 | 2,9 | 5,4 | 0,8 | 0,2 | 18,9 |
| 1990-1991 | N.J. Nets        | 81    | 81  | 36,5 | 46,8 | 36,1 | 85,1 | 2,8 | 4,7 | 1,0 | 0,4 | 18,6 |
| Carriera  | Carriera         | 1.026 | 907 | 33,7 | 47,1 | -    | 82,6 | 3,3 | 6,3 | 1,2 | 0,2 | 18,5 |

#### Playoffs
| Anno     | Squadra          | PG | PT | MP   | TC%  | 3P%  | TL%  | RP  | AP  | PRP | SP  | PP   |
| -------- | ---------------- | -- | -- | ---- | ---- | ---- | ---- | --- | --- | --- | --- | ---- |
| 1981     | Chicago Bulls    | 6  | -  | 38,7 | 44,4 | 22,2 | 86,0 | 3,5 | 6,3 | 1,5 | 0,0 | 19,8 |
| 1984     | K.C. Kings       | 3  | -  | 27,0 | 39,5 | 0,0  | 90,0 | 3,7 | 5,3 | 1,7 | 0,0 | 14,3 |
| 1986     | Sacramento Kings | 3  | 3  | 34,0 | 39,1 | 0,0  | 75,0 | 2,7 | 6,3 | 1,0 | 0,7 | 15,0 |
| 1989     | Atlanta Hawks    | 5  | 5  | 25,4 | 36,8 | 0,0  | 75,0 | 1,4 | 4,8 | 0,2 | 0,0 | 7,4  |
| Carriera | Carriera         | 17 | 8  | 31,9 | 41,0 | 13,3 | 83,1 | 2,8 | 5,7 | 1,1 | 0,1 | 14,4 |

## Palmarès
- NBA All-Rookie First Team (1979)
- NBA All-Star Game: 2

1981, 1983
- Trentatreesimo per numero di assist di sempre NBA